# Material Evidence
«Material Evidence» — международный гуманитарный проект, посвящённый истории современных вооружённых конфликтов, проблемам гражданского населения в горячих точках и жертвам боевых действий. Непосредственно выставка осветила трагические событиям в Сирии, Украине, Ираке и Афганистане.

## Описание
Основа проекта — серия фотовыставок «Material Evidence», которые представляют работы группы независимых фотожурналистов из Европы, Америки и Африки. Материалы для экспозиций собраны в ходе экспедиций корреспондентов в Сирию, Ирак, Украину, Афганистан. Из зон конфликтов, помимо уникальных кадров, удалось вывезти многие запечатлённые на них артефакты. Они стали не только дополнением экспозиции, но и подтверждением подлинности снимков. Проект не имеет постоянной локации — экспозиция ежегодно обновляется и выставляется в разных городах Европы и США. 
На выставке в качестве экспонатов выступают фотографии и вещественные доказательства трагических событий, вывезенные из зоны боевых действий. Экспонаты собраны журналистами и фотографами, неоднократно выезжавшими в зоны боевых действий, в том числе Андреем Стениным, который погиб под Донецком.
Основной целью проекта Material Evidence является информирование мировой общественности о событиях в странах, переживающих военные конфликты. Впоследствии проект «Material Evidence» лёг в основу журналистского движения «Ассоциация Журналистов в Борьбе за Мир» («AJKF»). Целью «AJKF» является поддержка и оказание помощи в виде обеспечения консультаций, грантов и образовательных программ для журналистов, отстаивающих профессиональное кредо СМИ: предоставление достоверной, неискаженной информации о происходящих событиях.

## География
Выставка была проведена в ряде российских, европейских и американских городов, в том числе Москве, Уфе, Грозном, Брюсселе, Берлине и Нью-Йорке. Организаторы планируют провести выставку также в Лос-Анджелесе и Вашингтоне, а также в Канаде.

## Реакция
Выставка получила широкий общественный резонанс. С момента создания её посетили более 50 тысяч человек.
В ходе проведения выставки в Нью-Йорке выставка подверглась акту вандализма со стороны местных украинских националистов, которые раскидали листовки, повредили часть экспонатов, а также совершили нападение на куратора выставки.